# Mamjeg (etnia)
Los mamjeg (autodenominación: адыгэ, Мамхэгъ; adigué, mamjeg en ruso: Мамхеги, pl.) son una de las subetnias de los adigueses.
La narración más detallada de la subetnia en tiempos pasados nos la da Evliya Çelebi, quien en 1667 visitó las tierras de los memjeg, de los que dice que habitan al pie de las montañas de Abjasia. Nos cuenta que es un pueblo de artesanos, no guerrero, y que entre ellos (unos 10 000 miembros a estimación del viajero) no hay jefes ni gobernadores. Únicamente existían como autoridad una o dos personas rectas, dignas y distinguidas, en cada asentamiento que ejercían el cargo de takaku o sacerdote. En aquel momento no eran musulmanes. Según prosigue Çelebi son un pueblo pacífico que no come gallina, cerdo, miel ni queso (no comen animales que haya que matar si tienen otra cosa para comer, ni ningún alimento que provenga de fuera de la comunidad. Pese a ser sumamente hospitalarios, no se mezclan con otras etnias ni comercian con otros pueblos. Eran ganaderos de ganado ovino y vacuno, beben aguamiel y no buza. Habitaban en el curso medio y bajo del río Psenafa y el Guiagá y el área de la desembocadura del Kurdzhips en el Bélaya.
En cuanto a sus costumbres, cuenta Çelebi, que en ocasión de los nacimientos la comunidad se reúne y realiza una ceremonia de llanto y tristeza, mientras que en los casos en los que muere un miembro de la comunidad, esta se reúne y festejan alrededor del muerto, comiendo, bebiendo y cantando canciones. Eran conocidos sus bardos que al principio de cada verso de sus recitaciones hacían chasquear un instrumento compuesto de varias tablillas finas, que producía un sonido característico.
Tanto Johann Schiltberger en su Reisebuch (1427) como Çelebi confirman que los adigueses practicaban el entierro aéreo, colocando los cadáveres sobre grandes árboles y guardándolos de lobos y osos. Esta tradición parece ser originaria de la cultura de los dólmenes del Cáucaso Occidental e influencias de druidismo.
A principios del siglo XIX Diakchov-Tarasov refería los siguientes aules como territorio mamjeg: Tlevtsezhevy (en el río Kubiuk, afluente del Bélaya), Patukái (a 6 verstás de Maikop, en el río Kuro), Dujabl (una versa por encima de Kurdzhipskaya), Jachemzi (actual Tulski), Dachejabl (entre el Kurdzhips y el Bélaya) y Kural (el principal aul mamjeg, se situaba en la divisoria de aguas entre el Kurdzhips y el Bélaya). Posteriormente se fundarían los siguientes aules: Joretli, Bardzhukái, Badzhenái, Uordane, Kuizhe, Taganái y Jakunái. En 1846, el general Dmitri Anuchin informaba de que los temirgoyevtsy, los yeguerukáyevtsi y los mamjeg se habían establecido en los cursos del Bélaya y del Labá, al norte de los majoshevtsy. En 1857, Leonti Liule informaba de que tras la matanza dirigida por el coronel Kotsarev sobre los aules mamjeg, los supervivientes, reducidos en número habían ido a buscar refugio entre los abadzej.
Tras el fin de la guerra ruso-circasiana, la mayor parte de los supervivientes emigraron al Imperio otomano. Los que aceptaron la ciudadanía rusa se hallan viviendo en Mamjeg y en otras localidades de la república de Adiguesia y Rusia.